# Битва при Добро-Полі
Битва при Добро-Полі — битва, що відбулася 15-18 вересня 1918-го року в ході Вардарського наступу на Балканському театрі воєнних дій в ході Першої світової війни. У результаті союзники завдали поразки Болгарії і було укладено Солунське перемир'я (Болгарія вийшла з Першої світової війни).
Битва сталася в місцині Добро Поле («добре поле»), на яку оголосило свої права і яку окупувало Третє Болгарське царство з 1915-го року. Сьогодні це територія Республіки Македонія.

## Битва
Болгарська армія зустрілася із потужнішою і більшою армією Союзників при Добро Поле. Переважну частину військ Союзників складали: 122-га Французька піхотна дивізія, 17-та Французька піхотна дивізія і Сербська Шумадійська дивізія у першому ешелоні і дві сербські дивізії (Тимоцька і Югославська) у другому ешелоні.
До цього часу болгари пишалися, що вони не зазнали жодної поразки у війні, тож цар Болгарії князь Фердинанд І вирішив зосередити всі війська в цьому місці і дати бій Союзникам. 2-га і 3-тя Болгарські піхотні дивізії, добре оснащені кулеметами, окопалися під Добро Полем. Битва розпочалася 14 вересня з посиленого артобстрілу. Протягом 15-19 вересня сили болгар було оточено. Болгари не мали достатньо людей і ініціативи (відсутні мобільні підрозділи) зупинити наступ Союзників чи запобігти оточенню. Пропозиції про капітуляцію, незважаючи на безнадійну ситуацію, болгари проігнорували.

## Революція
Після поразки при Добро Полі, решта болгарських солдат піддалися на революційні заклики соціалістів і залишили Болгарський фронт. Повсталі рушили на Софію на переговори із Урядом. Коли повсталі наблизилися до столиці — проти них виступили вірні Урядові болгарські війська і німецькі частини. Сили повсталих було розбито.

## Наслідки
Болгарія програла битву з огляду на значно менше число болгарських військ і низький моральних дух (вплив соціалістів-агітаторів), а також через відсутність мобільних підрозділів, які могли б успішно зірвати фланговий обхват військ Союзників. Здобувши перемогу над Болгарією, армія Антанти рушила вглиб Болгарії. 19 вересня французька, британська і грецька армії зазнали поразки у 3-й битві при місті Дойран: болгарські війська відбили усі атаки і зірвали спробу Союзників окупувати Болгарію.
Поразка під Добро Полем і революційні настрої у військах змусили Болгарію укласти із Союзниками Солунське перемир'я 29 вересня 1918-го року. Фактично це перемир'я означало вихід Болгарії з І світової війни.
У листопаді 1919-го унаслідок укладення Нейїського мирного договору, територія Західної Фракії відійшла до Греції, Болгарія втратила вихід до Егейського моря. Новостворене Королівство Сербії, Хорватії і Словенії відновило Республіку Македонію (див.Вардарська Македонія). Південну Добруджу знову окупувала Румунія. На розміри Болгарської армії було накладено серйозні обмеження і колосальні репарації в товарах і грошах, які Болгарія виплатила Союзникам.